# Nubosoplatus inbio
Nubosoplatus inbio är en skalbaggsart som beskrevs av Ian Swift 2008. Nubosoplatus inbio ingår i släktet Nubosoplatus och familjen långhorningar.
Artens utbredningsområde är Costa Rica. Inga underarter finns listade i Catalogue of Life.